# Shellshock: Nam '67
Shellshock: Nam '67  je pucačina iz perspektive treće osobe odnosno iz trećeg lica, proizvođača Guerrilla Games i izdavača  Eidos Interactivea. Igra se odvija na području Vijetnama za vrijeme Vijetnamskog rata. Izašla je 2004. godine, njezin je nasljednik Shellshock 2: Blood Trails. iz 2009. godine.

## Radnja igre
Igra započinje u Saigonu 1967. godine. Transportni zrakoplov pun svježih novaka sletio na područje sukoba. Dva vojnika, Kowalski i Walker su se pridružili u zračni napad na kamp VC. Vojnici su kasnije iskoristli bazu i zauzeli je s ostatkom društva i pretvorili je u američko stanište. Baza je kasnije postala popularan među marincima. Walkerova skupina odlazi ma mnogo misija u potragu za skrovištima oružja. Kako igra napreduje, vojnici počinju da umiru jedan po jedan u raznim misijama koje dolaze. Novi vojnici se kasnije pridužuju snagama i Walker se pridružuje specijalnim snagama. Konačan cilj je pobijediti generala Diema. Walker je uspio i dostavlja Generalnovu glavu u bazu. Igra završava tako što su samo Walker i vojnik Monty preživjeli napad na bazu.

## Vanjske poveznice
- Shellshock: Nam '67 na IMDb.